# الیوت هگارتی
الیوت هگارتی (انگلیسی: Elliot Hegarty؛ زادهٔ ۱۹۷۱) کارگردان فیلم و کارگردان تلویزیونی اهل بریتانیا است. وی از سال ۱۹۹۶ میلادی تاکنون مشغول فعالیت بوده‌است.
از فیلم‌ها یا مجموعه‌های تلویزیونی که وی در آن‌ها نقش داشته‌است، می‌توان به تد لاسو اشاره نمود. او تاکنون دو بار نامزد جایزه بفتا شده‌است: سال ۲۰۰۸ و سال ۲۰۱۸. وی همچنین برندهٔ «بهترین کمدی» در جوایز کمدی بریتانیا شده‌است.